# Markus Imhoof
Markus Imhoof, né le 19 septembre 1941 à Winterthour, est un réalisateur suisse.
Il est élu membre de l'Académie des arts de Berlin en 1984.

## Biographie
Né dans le milieu de la bourgeoisie zurichoise, il côtoie dans son enfance deux enfants réfugiés de la deuxième guerre mondiale que ses parents accueillent dans leur foyer. Après des études d'histoire et de germanistique, il s'oriente vers les arts appliqués et devient réalisateur. Il est durablement marqué par le souvenir de Giovanna, qui inspire plusieurs de ses films. En 2021 la Cinémathèque suisse lui consacre une rétrospective.

## Filmographie
- 1981 : La barque est pleine
- 1986 : Die Reise
- 1990 : Der Berg
- 1991 : Le Film du cinéma suisse (documentaire)
- 1997 : Les Raisons du cœur
- 2012 : Des abeilles et des hommes  (More than Honey) (documentaire) ;
- 2018 : Eldorado (documentaire) ;

## Écrits
- (de) Markus Imhoof et Claus-Peter Lieckfeld, More Than Honey : Vom Leben und Überleben der Bienen, Fribourg-en-Brisgau, Orange-Press GmbH, 2013, 208 p. (ISBN 978-3936086676)Ce livre prolonge le film documentaire : il retrace les cinq années de recherche ayant mené à sa réalisation, en présente les dessous et approfondit certains aspects.